# Plugova
Plugova – wieś w Rumunii, w okręgu Caraș-Severin, w gminie Mehadia. W 2011 roku liczyła 805 mieszkańców. 